# JAWS (lecteur d'écran)
Pour les articles homonymes, voir Jaws.
JAWS (Job Access With Speech) est un lecteur d'écran  (logiciel pour les déficients visuels), sous Windows, il est produit par la société Freedom Scientific en partenariat avec Microsoft[réf. nécessaire]. Il retranscrit par synthèse vocale et/ou sur un afficheur braille ce qui est affiché sur l'écran d'un ordinateur tant en termes de contenu que de structure et permet d’interagir avec le système d’exploitation et les logiciels d'application.

## Historique
Ce logiciel a été conçu en 1989 par Ted Henter pour rendre accessible MS-DOS aux déficients visuels. Ce dernier fonda la société Henter-Joyce Corporation pour sa production et sa commercialisation. Par la suite, cette société s'unit avec les sociétés Blazie Engineering et ArkenStone pour former la société Freedom Scientific.
À partir de 1993, ce logiciel a été adapté à l'interface graphique de Windows sous le nom de JFW (Jaws For Windows). 
En 2015, JAWS en est à sa version 17 tant en anglais qu’en français.
La traduction française est assurée par la société CECIAA.